# Ordona
Ordona est une commune italienne de la province de Foggia, dans la région des Pouilles.

## Administration
| Période                                  | Période | Identité | Étiquette | Qualité |
| ---------------------------------------- | ------- | -------- | --------- | ------- |
|                                          |         |          |           |         |
| Les données manquantes sont à compléter. |         |          |           |         |

### Communes limitrophes
Ascoli Satriano, Carapelle, Foggia, Orta Nova.

## Histoire
Le site de l'antique Herdonia, près du village actuel d'Ordona, est d'abord occupé par les Dauniens, qui y construisent des huttes en bois et torchis, puis des structures en blocs d'argile. Pendant la seconde guerre punique, une première, puis une seconde bataille s'y déroulent ; Hannibal, le vainqueur, met la cité à sac,et déporte ses habitants, mais ceux-ci y reviennent une fois la guerre terminée et reconstruisent la ville, y aménageant une nouvelle place publique avec un temple.
Au Ier siècle après J.-C., on y érige une basilique, un forum, et un temple dédié au culte impérial. Ordona / Herdonia, située à proximité de la via Traiana nouvellement construite par Rome pour desservir les villes du sud, connaît alors une période faste ; mais au IIIe siècle, un tremblement de terre dévaste le centre urbain.
Au XIe siècle, une petite église byzantine, transformée plus tard en pavillon de chasse par l'empereur Frederic II, est construite sur le site et un petit village se développe autour de cet édifice, qui est cependant réduit à l'état de ruine en 1489.
Le site antique a été fouillé à partir de 1962 par le professeur Joseph Mertens, de l'université catholique de Louvain.